# Olivetti Logos 270
La Logos 270 è una calcolatrice elettronica da tavolo realizzata dalla Olivetti, la prima da essa prodotta a circuiti integrati.
Dopo lo scarso successo commerciale della Olivetti Logos 328, con la Logos 270 la Olivetti entra più efficacemente nel mercato. Con questa macchina la Olivetti passerà definitivamente dalla meccanica all'elettronica.
Il design si deve a Mario Bellini, che fu premiato nel 1970 con il Compasso d'oro.

## Funzioni
La calcolatrice elettronica è capace di svolgere, oltre alle quattro operazioni matematiche fondamentali (somma, sottrazione, moltiplicazione e divisione), anche le potenze al quadrato, le radici quadrate, l'accumulo dei prodotti o dei quozienti, le percentuali.
Innovazione importante di questa macchina è lo svincolo, ovvero una modalità con cui l'utilizzatore continuando a tenere abbassato un tasto appena azionato, può premerne altri.
Dalla Programma 101 la Logos 270 riprende la memoria a linea di ritardo magnetostrittiva,  il cui montaggio era talmente accurato da essere effettuato con l'ausilio di un microscopio, e la stampante, capace di stampare fino a 22 cifre.